# Petjada mítica
Una petjada mítica és qualsevol forma del medi natural que tradicionalment ha estat vista com la marca del peu d'algun personatge mític sobre alguna superfície natural, normalment la roca. Habitualment, aquestes petjades han estat atribuïdes per la cultura popular, i sovint també per la cultura sàvia, a sants, verges, déus, dimonis o a altres personatges de caràcter mític com el Comte Arnau o Fra Garí. Moltes vegades corresponen a formes geològiques o a restes d'activitat humana com contrapesos de premses de vi. A Catalunya hi ha documentades 68 petjades mítiques. Com a exemples es poden esmentar la Petjada de Santa Caterina a Torroella de Montgrí, el Pilaret de la Petja a Torà o les Petjades del Diable de la Posa a Isona.